# 小森光生
小森 光生（こもり こうせい
、1931年12月2日または11月2日 - ）は、長野県松本市出身の元プロ野球選手（内野手、外野手）・コーチ・監督、解説者。

## 経歴

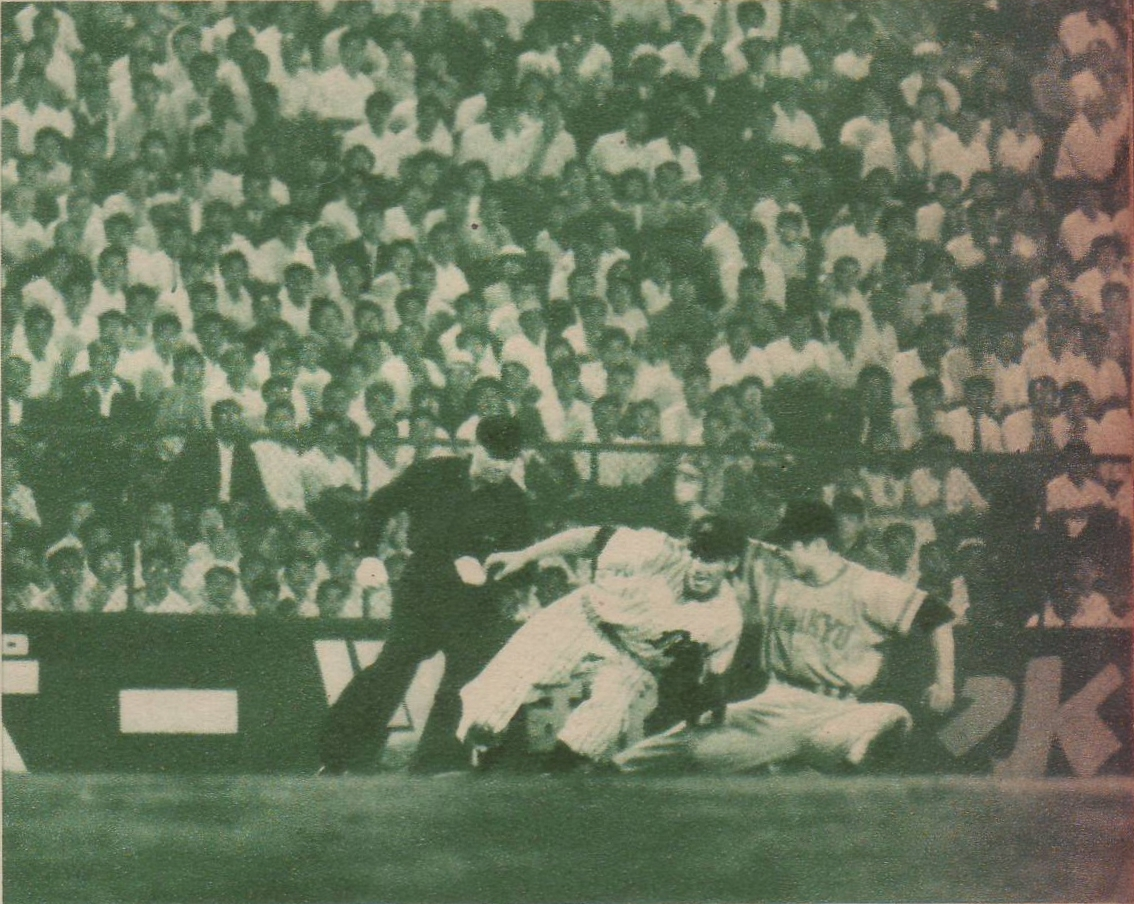
河野旭輝とのクロスプレー（1956年7月）

旧制松本市立中学校（学制改革により1948年から松本市立高等学校に再編）では1946年、戦後初の中等学校野球大会に控え選手としてベンチ入りするが、準々決勝で東京高等師範付中に惜敗。1949年の夏の甲子園には四番打者、三塁手として出場し、準々決勝に進むが、佐々木信也らを擁する湘南高に9回サヨナラ負けを喫す。高校卒業後は早稲田大学に進学し、東京六大学野球リーグでは在学中に4回優勝。同期の広岡達朗と三遊間を組み、華麗な守備で人気を博す。リーグ通算78試合に出場し、290打数74安打、0本塁打、44打点、打率.255。広岡以外の大学同期に投手の福嶋一雄がいる。
大学卒業後の1954年に大学先輩の荒川博、沼澤康一郎がいる毎日オリオンズへ入団。1年目から三塁手として活躍し、規定打席（45位、打率.208）にも達する。1957年には葛城隆雄に定位置を譲ったが、その後は二塁手、外野手もこなすユーティリティプレイヤーとして起用される。1960年は故障もあって先発はわずか4試合、同年の大洋との日本シリーズも出場できなかった。翌1961年には復活し、主に右翼手として48試合に先発出場。1962年には近鉄バファローズへ移籍し、三塁手、外野手、二塁手として活躍。1963年には4月7日の南海戦（大阪）に徳久利明の代打で出場し、先発の高橋栄一郎から満塁本塁打を放つ。1965年は開幕から右翼手の定位置を得て自己最高の打率.271を記録し、五番打者としても11試合に起用されるが、1966年には北川公一の台頭で出場機会が激減し、同年限りで現役を引退。
引退後は近鉄（1967年一軍コーチ）、広島（1968年 - 1970年一軍コーチ→1971年二軍コーチ）、ヤクルト（1974年 - 1975年一軍コーチ→1976年 - 1981年二軍監督）、大洋（1982年 - 1984年一軍守備・走塁コーチ）で監督・コーチを歴任。監督・コーチ業の合間を縫って、フジテレビ・ニッポン放送解説者（1972年 - 1973年）を務めた。
近鉄コーチ時代はキャンプの企画、立案も引き受けるなど小玉明利選手兼任監督を支え、野手に転向した伊勢孝夫に関根潤三・根本陸夫の打撃理論を教え込んだ。小森は伊勢に素振りの構えからテークバック、ステップまでを延々と繰り返しやらせたが、スイングをさせなかった。体重のかけ方や捻り方をキープしてトップの位置を確認するものであり、伊勢は「なんでこんなことばかりするんだ」と思ったが、下半身が鍛えられ、下半身でボールを捉える意識付けになった。後に伊勢は指導者として大成するが、この理論をずっと教えている。
広島時代は若手の育成を最重点に据えたチーム作りを打ち出した根本に招聘され、関根や広岡と共に若手にチームプレーとは何かを徹底的に仕込む。小森の指導でチーム全員が足を使えるようになり、1970年にはリーグでは群を抜くチーム109盗塁を記録。
ヤクルトではコーチ時代に荒川、広岡、沼澤と共に「早稲田カルテット」の一角を担ったほか、1975年オフの11月8日には東京六大学野球連盟結成50周年記念試合プロOB紅白戦メンバーに選出され、1年先輩である荒川率いる白軍の選手として出場。二軍監督時代には近藤昭仁をコーチに推薦し、1979年にはチームをイースタン・リーグ優勝に導く。
大洋退団後は球界から離れ、静岡県伊豆でペンションのオーナーとなった。

## 詳細情報

### 年度別打撃成績
| 年 度      | 球 団      | 試 合 | 打 席 | 打 数 | 得 点 | 安 打 | 二 塁 打 | 三 塁 打 | 本 塁 打 | 塁 打 | 打 点 | 盗 塁 | 盗 塁 死 | 犠 打 | 犠 飛 | 四 球 | 敬 遠 | 死 球 | 三 振 | 併 殺 打 | 打 率 | 出 塁 率 | 長 打 率 | O P S |
| ---------- | ---------- | ----- | ----- | ----- | ----- | ----- | -------- | -------- | -------- | ----- | ----- | ----- | -------- | ----- | ----- | ----- | ----- | ----- | ----- | -------- | ----- | -------- | -------- | ----- |
| 1954       | 毎日 大毎  | 121   | 436   | 390   | 40    | 81    | 15       | 5        | 1        | 109   | 35    | 14    | 10       | 10    | 5     | 31    | --    | 0     | 38    | 11       | .208  | .266     | .279     | .546  |
| 1955       | 毎日 大毎  | 126   | 526   | 462   | 62    | 107   | 16       | 5        | 6        | 151   | 32    | 19    | 18       | 12    | 2     | 47    | 0     | 2     | 51    | 8        | .232  | .305     | .327     | .632  |
| 1956       | 毎日 大毎  | 122   | 519   | 463   | 62    | 106   | 16       | 4        | 12       | 166   | 34    | 12    | 16       | 16    | 2     | 36    | 0     | 2     | 70    | 3        | .229  | .287     | .359     | .646  |
| 1957       | 毎日 大毎  | 96    | 340   | 306   | 40    | 79    | 13       | 3        | 4        | 110   | 20    | 12    | 11       | 2     | 2     | 29    | 0     | 1     | 37    | 3        | .258  | .324     | .359     | .684  |
| 1958       | 毎日 大毎  | 68    | 156   | 142   | 16    | 28    | 7        | 2        | 0        | 39    | 10    | 6     | 2        | 0     | 0     | 14    | 1     | 0     | 35    | 1        | .197  | .269     | .275     | .544  |
| 1959       | 毎日 大毎  | 64    | 196   | 180   | 12    | 48    | 9        | 2        | 4        | 73    | 16    | 6     | 1        | 0     | 2     | 12    | 0     | 2     | 32    | 8        | .267  | .320     | .406     | .725  |
| 1960       | 毎日 大毎  | 22    | 30    | 26    | 3     | 3     | 1        | 0        | 0        | 4     | 2     | 0     | 0        | 1     | 0     | 3     | 1     | 0     | 6     | 2        | .115  | .207     | .154     | .361  |
| 1961       | 毎日 大毎  | 98    | 217   | 205   | 17    | 44    | 7        | 1        | 6        | 71    | 19    | 2     | 1        | 1     | 0     | 11    | 0     | 0     | 43    | 6        | .215  | .255     | .346     | .601  |
| 1962       | 近鉄       | 83    | 183   | 174   | 14    | 35    | 6        | 0        | 4        | 53    | 12    | 0     | 2        | 4     | 0     | 4     | 0     | 1     | 34    | 4        | .201  | .223     | .305     | .528  |
| 1963       | 近鉄       | 83    | 175   | 162   | 16    | 37    | 6        | 3        | 3        | 58    | 17    | 3     | 1        | 4     | 0     | 8     | 1     | 1     | 29    | 4        | .228  | .269     | .358     | .627  |
| 1964       | 近鉄       | 34    | 67    | 62    | 5     | 12    | 5        | 0        | 2        | 23    | 3     | 2     | 0        | 1     | 0     | 4     | 0     | 0     | 15    | 1        | .194  | .242     | .371     | .613  |
| 1965       | 近鉄       | 132   | 432   | 410   | 25    | 111   | 23       | 2        | 7        | 159   | 39    | 0     | 5        | 2     | 2     | 17    | 0     | 1     | 46    | 10       | .271  | .301     | .388     | .689  |
| 1966       | 近鉄       | 11    | 12    | 12    | 0     | 0     | 0        | 0        | 0        | 0     | 1     | 0     | 0        | 0     | 0     | 0     | 0     | 0     | 6     | 0        | .000  | .000     | .000     | .000  |
| 通算：13年 | 通算：13年 | 1060  | 3289  | 2994  | 312   | 691   | 124      | 27       | 49       | 1016  | 240   | 76    | 67       | 53    | 15    | 216   | 3     | 10    | 442   | 61       | .231  | .285     | .339     | .625  |

- 毎日（毎日オリオンズ）は、1958年に大毎（毎日大映オリオンズ）に球団名を変更

### 記録
- 1000試合出場：1965年8月5日 ※史上100人目

### 背番号
- 2 （1954年 - 1961年）
- 4 （1962年 - 1966年）
- 65 （1967年 - 1971年、1974年 - 1984年）